# Serie A1 1977/78
Die Saison 1977/78 war die 44. Spielzeit der Serie A1, der höchsten italienischen Eishockeyspielklasse. Meister wurde zum insgesamt vierten Mal in der Vereinsgeschichte der HC Bozen.

## Modus
Die neun Mannschaften absolvierten eine gemeinsame Hauptrunde, deren Erstplatzierter Meister wurde. Für einen Sieg erhielt jede Mannschaft zwei Punkte, bei einem Unentschieden gab es einen Punkt und bei einer Niederlage null Punkte.

## Hauptrunde

### Tabelle
|    | Klub              | Sp | S  | U | N  | Tore    | Punkte |
| -- | ----------------- | -- | -- | - | -- | ------- | ------ |
| 1. | HC Bozen          | 32 | 26 | 2 | 4  | 239:113 | 54     |
| 2. | SG Cortina        | 32 | 21 | 5 | 6  | 193:108 | 47     |
| 3. | HC Gröden         | 32 | 20 | 4 | 8  | 183:102 | 44     |
| 4. | SV Ritten         | 32 | 19 | 2 | 11 | 177:148 | 40     |
| 5. | HC Alleghe        | 32 | 15 | 1 | 16 | 147:153 | 31     |
| 6. | Diavoli HC Milano | 32 | 14 | 2 | 16 | 152:131 | 30     |
| 7. | HC Asiago         | 32 | 8  | 5 | 19 | 163:225 | 21     |
| 8. | HC Valpellice     | 32 | 6  | 3 | 23 | 154:236 | 15     |
| 9. | HC Bruneck        | 32 | 2  | 2 | 28 | 111:303 | 6      |

Sp = Spiele, S = Siege, U = Unentschieden, N = Niederlagen

## Meistermannschaft
Enrico Bacher – Rolando Benvenuti – Eduard D’Accordo – Hubert Gasser – Norbert Gasser – Manfred Gatscher – Rudi Hiti – Bernhard Mair – Michael Mair – Thomas Mair – Gino Pasqualotto – Pepi Pichler – Norbert Prünster – Klaus Runer – Luciano Sbironi – Herbert Strohmair – Giorgio Tigliani – Urban Tutzer; Trainer: Gösta Johansson